# Musée case de l'oncle Tom
Le musée case de l'oncle Tom ou Riley House (maison d'Isaac Riley en anglais) est un musée d'une ancienne plantation américaine esclavagiste, de Bethesda, dans l'État du Maryland, près de Washington, aux États-Unis, ou vécut entre 1795 et 1830 le révérend esclave américain Josiah Henson (1789-1883), une des figures majeures de l'abolition de l'esclavage aux États-Unis en 1865, et célèbre inspirateur de l'œuvre majeure abolitionniste La Case de l'oncle Tom d'Harriet Beecher Stowe en 1852. L'actuel musée / maison de maître / case du XIXe siècle de style architecture géorgienne néocoloniale est enregistré au Registre national des lieux historiques depuis 2011.

## Historique
Entre 1800 et 1815, Isaac Riley fonde cette plantation esclavagiste, avec cette maison de maître (son habitation principale, actuel musée) et la case contiguë, à l'actuelle adresse 11420 Old Georgetown Road, North Bethesda, dans l'état du Maryland (actuelle banlieue résidentielle de Washington, capitale fédérale des États-Unis, à 10 km au nord-est de la Maison-Blanche et 20 km au nord de la plantation Mount Vernon de George Washington, fondateur des États-Unis).

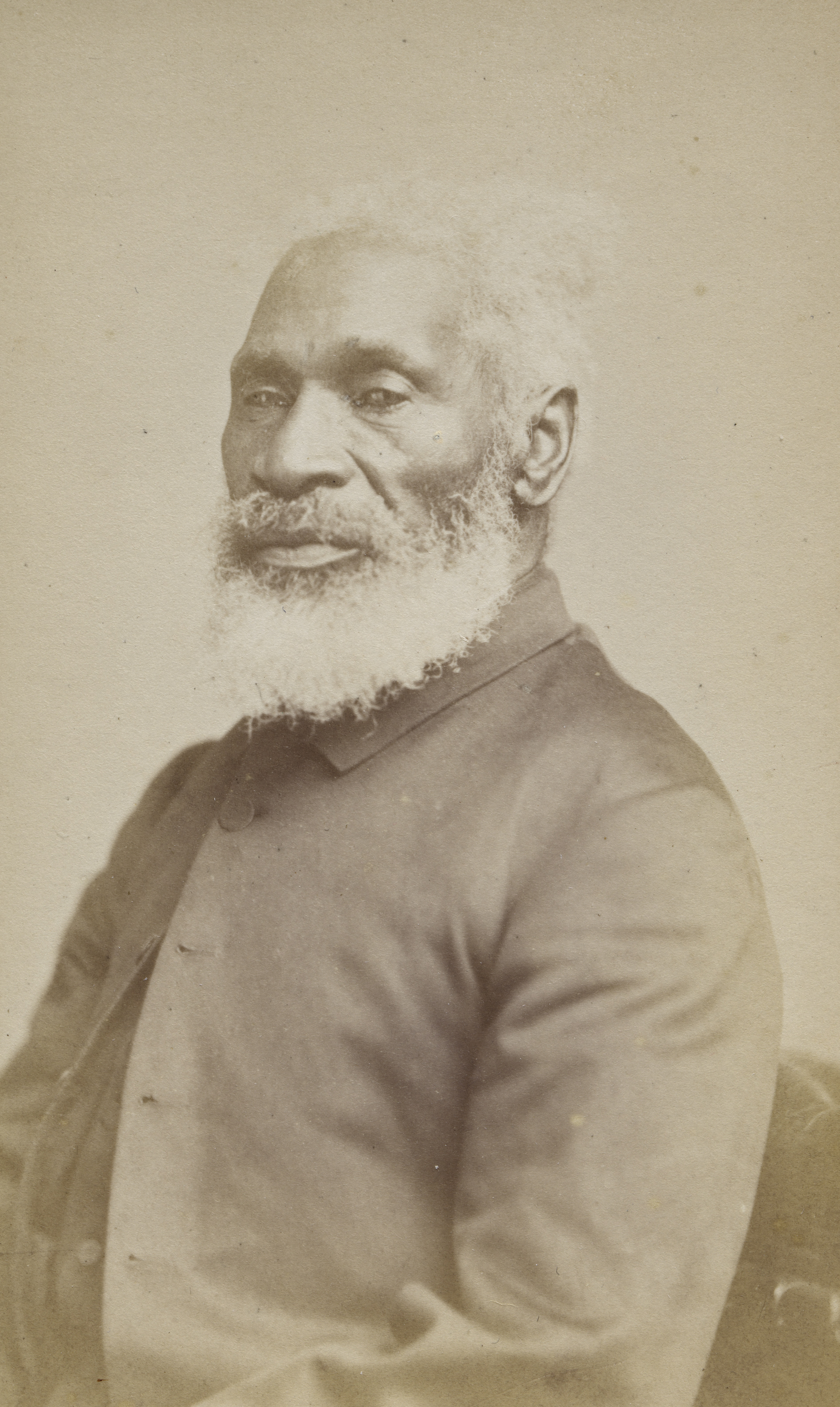
Josiah Henson (l'oncle Tom, 1789-1883)
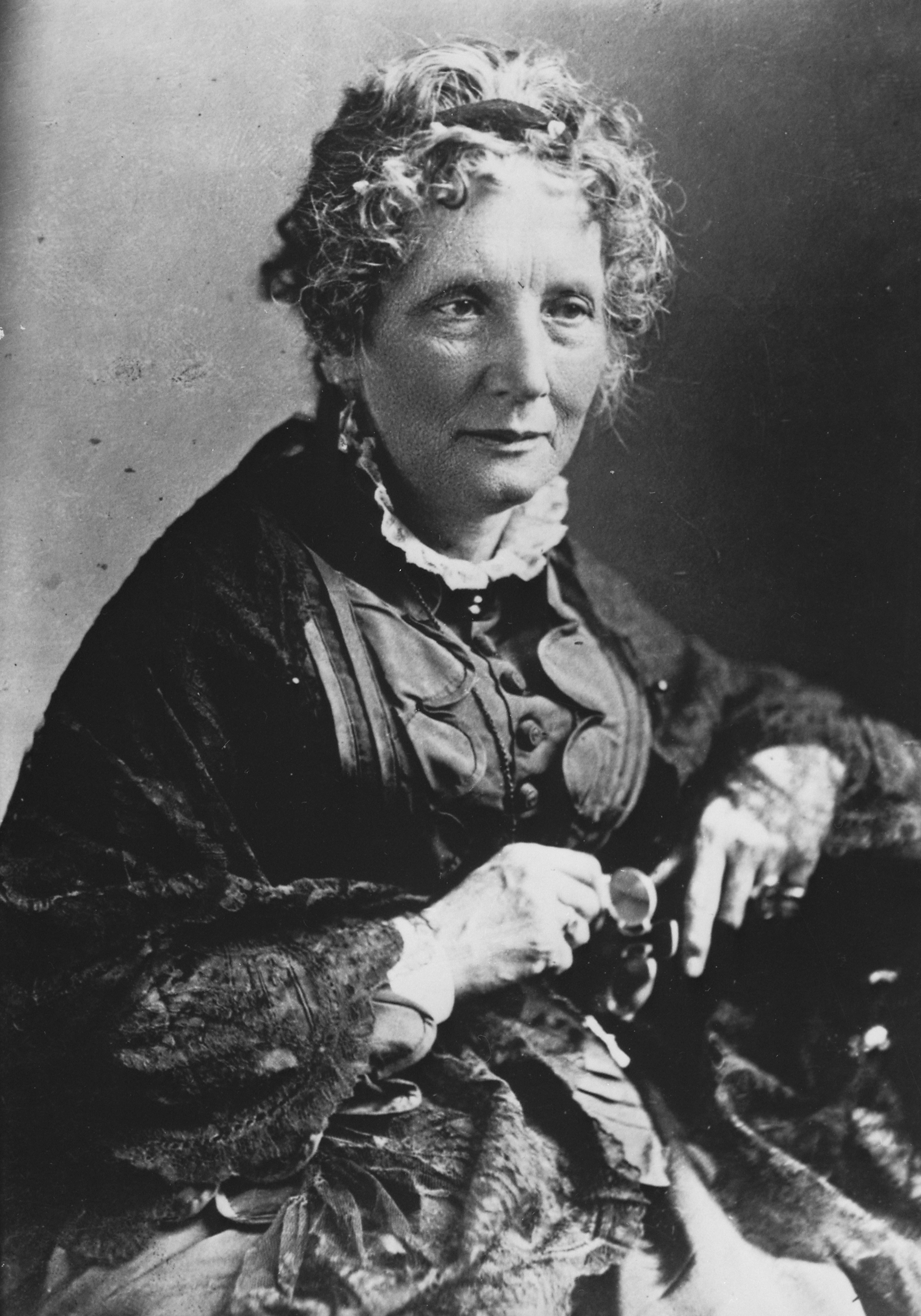
Harriet Beecher Stowe
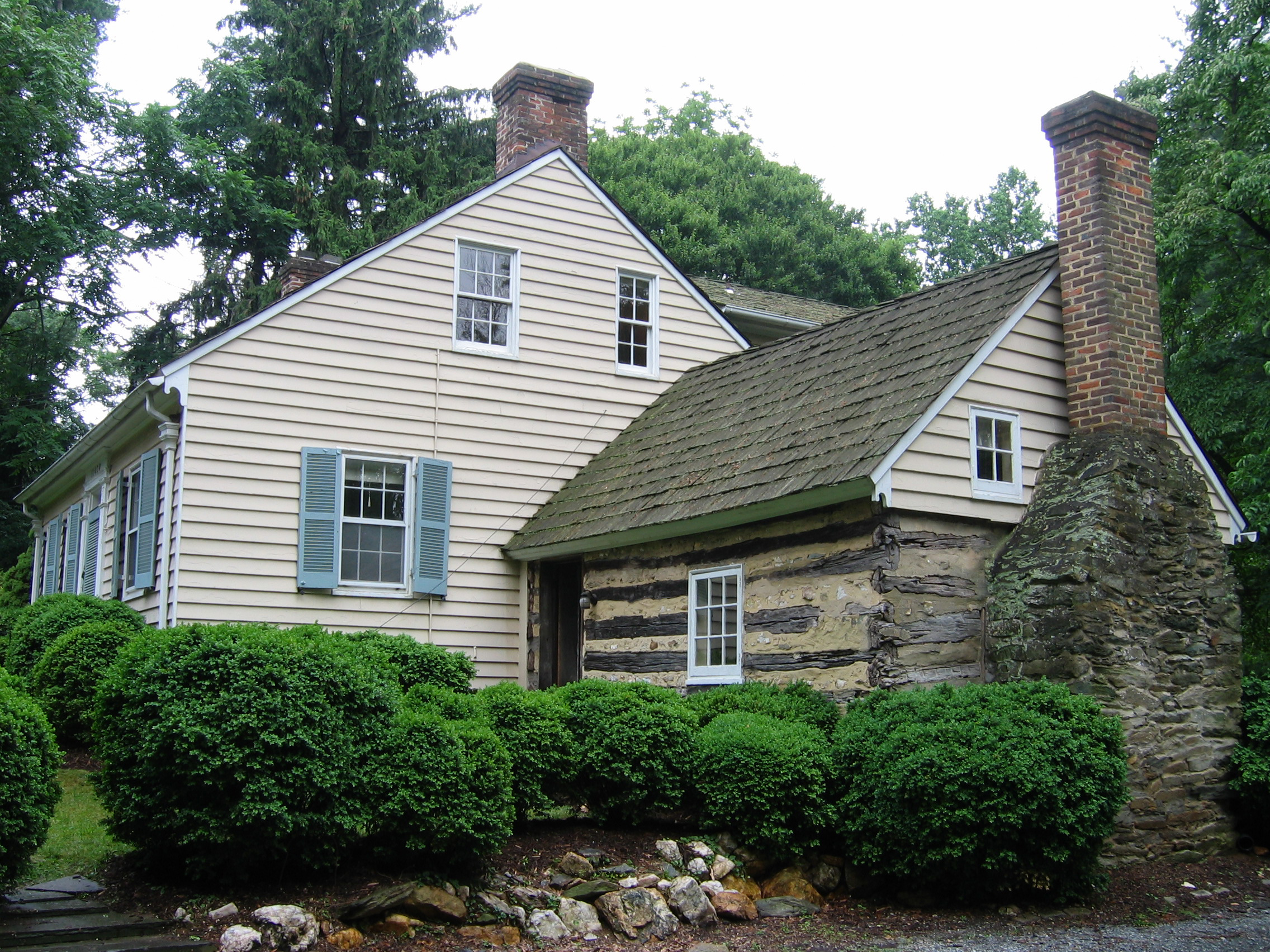
Case de Josiah Henson
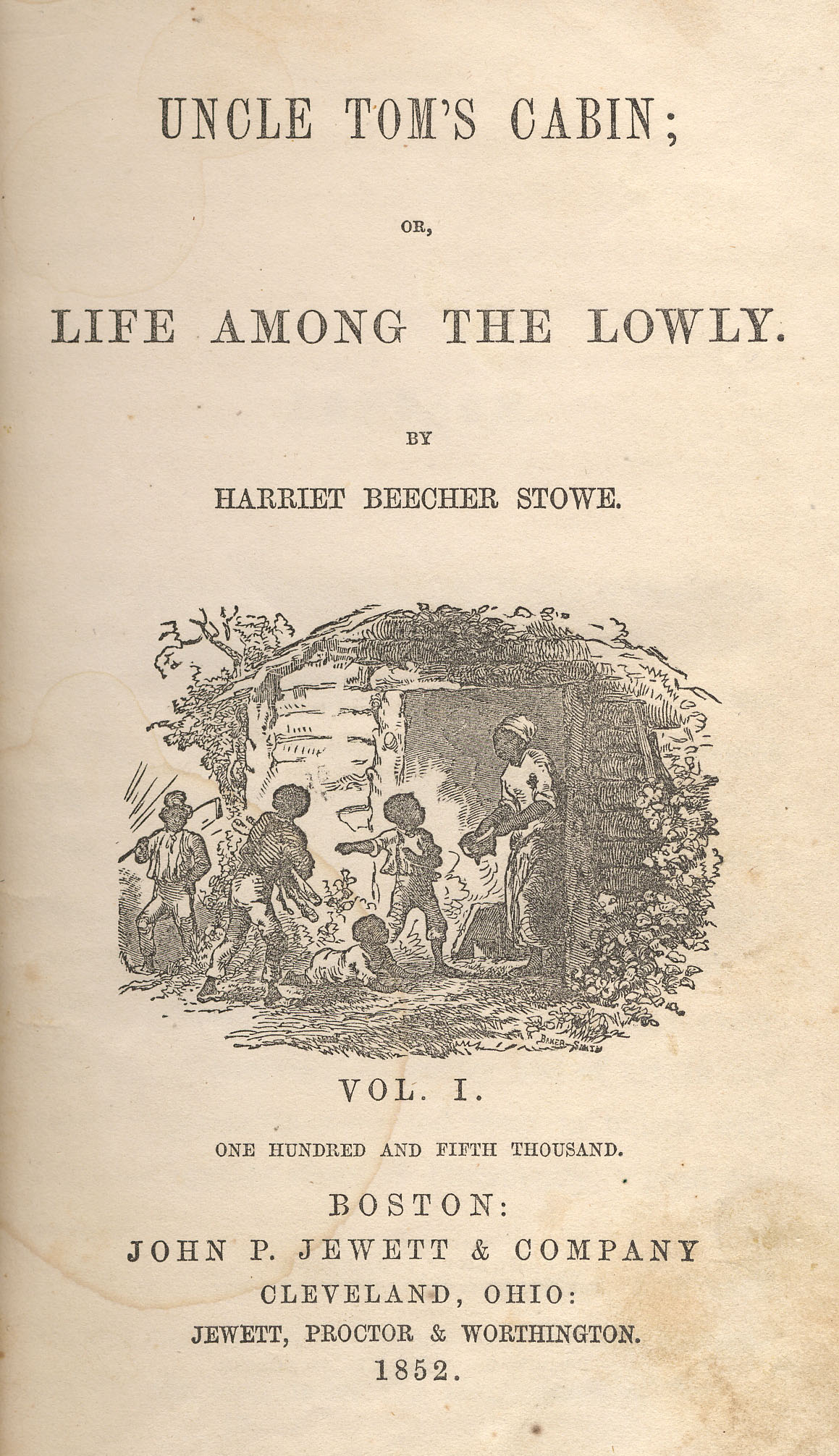
La Case de l'oncle Tom, 1852

Fils d'esclaves, et né esclave en 1789, le révérend Josiah Henson travaille durant 35 ans (1795-1830) dans cette plantation, ou estimé de son maître, il devient avec le temps superviseur de la vingtaine d'autres esclaves / serfs du domaine, et vie dans la case contiguë de la maison du maître. Il décrit dans son autobiographie une relation tumultueuse avec Isaac Riley, qu'il qualifie d'« oppresseur sombre ».
En 1830 Henson fuit à Dresden en Ontario au Canada par le chemin de fer clandestin, ou il devient libre. Il consacre sa vie, en tant que Pasteur chrétien méthodiste, à se battre pour l'abolition de l'esclavage aux États-Unis. Il établit avec le temps, sa propre exploitation Aube de 20 000 m2 (200 acres) au Canada avec une communauté de 118 esclaves fugitifs qu'il a aidé à s'évader des États-Unis, par le même chemin que lui. Devenu conférencier et écrivain, il publie son autobiographie Le Vie de Josiah Henson, ancien esclave, habitant du Canada, raconté par lui-même en 1849, pour laquelle il reçoit des éloges internationales de ses lecteurs. Il est rendu célèbre lorsque l'écrivain américaine abolitionniste Harriet Beecher Stowe s'inspire principalement de son autobiographie pour son roman La Case de l'oncle Tom qu'elle publie avec succès en 1852. Cette œuvre majeure sur le thème de l'antiesclavagisme aux États-Unis bat tous les records de vente de l'époque avec un demi million d'exemplaires vendus dans le monde. Elle enflamme le mouvement abolitionniste mondial dans le milieu du XIXe siècle et contribue à déclencher la guerre de Sécession (1861-1865) qui interdit et met fin à l'esclavage aux États-Unis le 6 décembre 1865 par le XIIIe amendement de la Constitution des États-Unis.

Musée, maison et chapelle de Josiah Henson en Ontario, au Canada
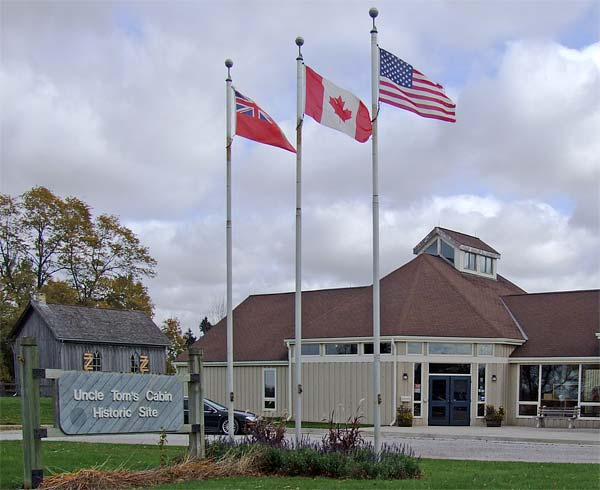
Musée et église de Josiah Henson au Canada
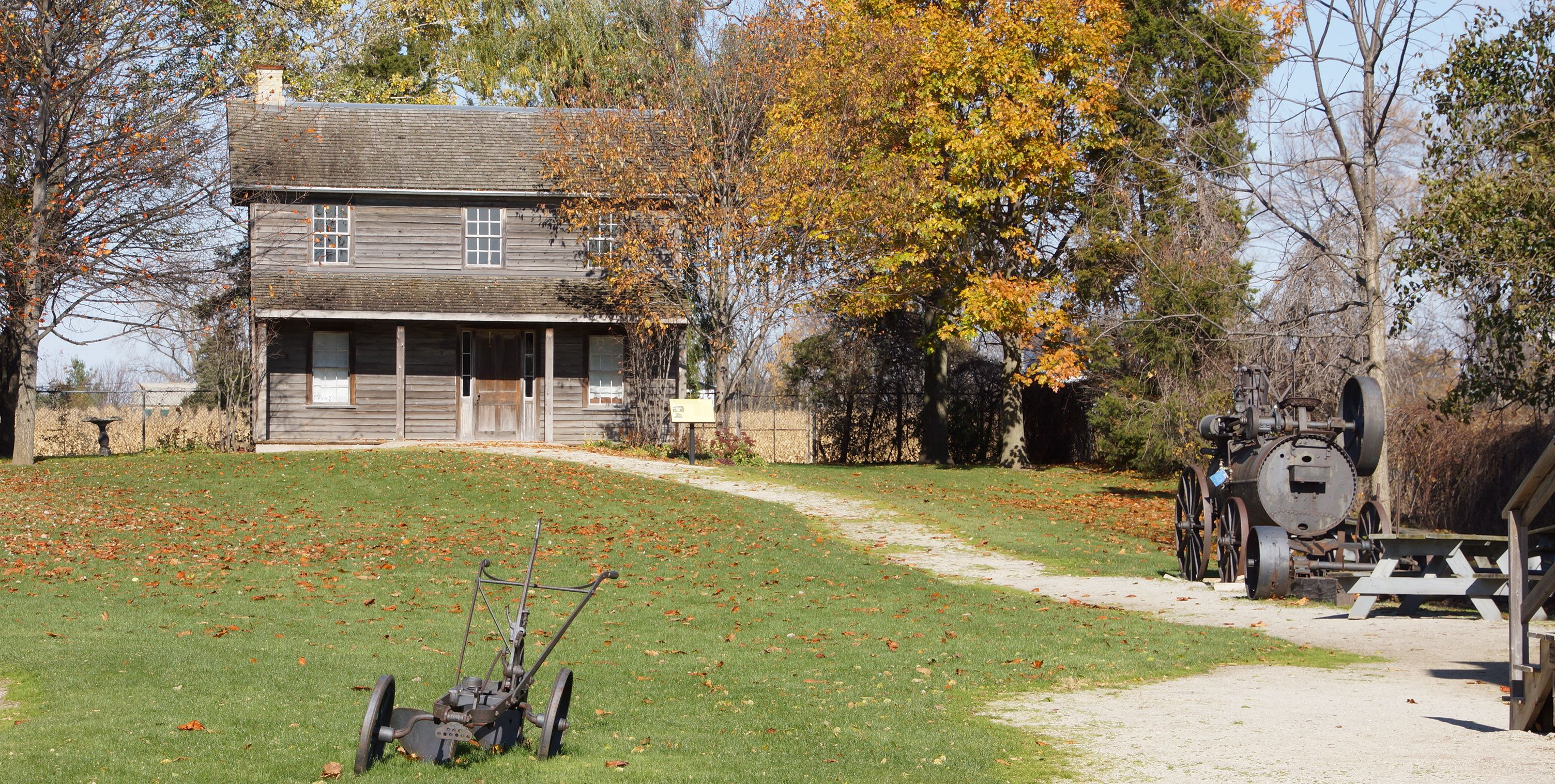
Maison de l'oncle Tom au Canada

Cette maison en bois du début du XIXe siècle, modifiée par plusieurs propriétaires successifs, est rénovée entre 1936 et 1939 en maison géorgienne néocoloniale par l'architecte de Washington Lorenzo Winslow. En 1979 le site est reconnu comme site historique local. Il est acquis en 2006 par la Commission Maryland National Capital Park, avec un lopin de terre de deux acres (0,8 hectare), pour en faire un musée de l'histoire du révérend Josiah Henson, l'histoire de l'esclavage et de l'esclavage aux États-Unis.
Le site historique de l'oncle Tom, du 29251 route de l'oncle Tom, à Dresden en Ontario au Canada, commémore lui aussi la vie du révérend ancien esclave Josiah Henson, avec sa maison, son domaine, une chapelle et un musée.